# Literatura Ludowa
Literatura Ludowa – czasopismo folklorystyczne o charakterze popularnonaukowym, wydawane nieregularnie w Warszawie w latach 1957–1968 pod redakcją komitetu (przew. J. Krzyżanowski, sekretarz S. Świrko), wznowione w 1972 we Wrocławiu jako „dwumiesięcznik nauk.-lit.” pod red. Czesława Hernasa (od połowy 1975 roku przy współpracy Komitetu Redakcyjnego), organ Polskiego Towarzystwa Ludoznawczego. Pierwotnie nakład czasopisma wynosił do 1000 egz., obecnie tylko 300 egz., wydawane jest w formacie B5.
Początkowo kolejne zeszyty „Literatury Ludowej” poświęcone były poszczególnym regionom kraju, zawierały opis gwary danego obszaru, współczesne teksty pieśni, bajek, zagadek, przysłów itp., sylwetki ciekawszych postaci i informatorów, dane o miejscowych muzeach etnograficznych i bibliografię regionu. Ponadto publikowano w niej rozprawy z dziedziny folklorystyki, recenzje wydawnictw polskich i obcych, informacje o działalności placówek naukowych pracujących na polu folklorystyki. Z pismem współpracują specjaliści z całej Polski, a także działacze terenowi.  Bibliografię zawartości za 1957–1964 zestawiła D. Świerczyńska (1965 nr l). Po wznowieniu pismo zmieniło swój profil, pojawił się dział rozpraw, tekstów i recenzji, więcej jest artykułów z zakresu teorii, metodologii badań folkloru, czy też np. na temat różnych form literatury popularnej. W latach 90. ub.w. do problematyki pisma włączono twórczość tzw. środowisk marginalnych i subkultur, w tym literatury więziennej, gwar młodzieżowych i zawodowych.